# Critics Choice Award de melhor ator em filme de ação
O Broadcast Film Critics Association de Melhor Ator em Filme de Ação e um prêmio oferecido para as melhores atuações dentre atores de filmes de ação do ano. Foi entregue pela primeira vez entre os anos de 2013 e 2017 no Critics' Choice Movie Awards. Em 2021, a categoria foi retomada e voltou a ser entregue, desta vez no Critics' Choice Super Awards.

## Premiados e nomeados

### Década de 2010
| Ano         | Vencedor                                             | Indicados | R             |
| ----------- | ---------------------------------------------------- | --- | ------------- |
| 2013        | Daniel Craig como James Bond em Skyfall              | - Christian Bale como Batman/Bruce Wayne – The Dark Knight Rises - Jake Gyllenhaal como Brian Taylor – End of Watch - Robert Downey Jr. como Homem de Ferro/Tony Stark – The Avengers - Joseph Gordon-Levitt como Joe (jovem) – Looper                                           | [ 4 ] [ 5 ]   |
| 2014        | Mark Wahlberg como Marcus Luttrell em Lone Survivor  | - Brad Pitt como Gerry Lane – World War Z - Henry Cavill como Superman/Clark Kent – Man of Steel - Robert Downey Jr. como Homem de Ferro/Tony Stark – Iron Man 3 | [ 6 ] [ 7 ]   |
| 2015        | Bradley Cooper como Chris Kyle em American Sniper    | - Brad Pitt como Sgt. Don "Wardaddy" Collier – Fury - Chris Pratt como Peter Quill / Senhor das Estrelas – Guardians of the Galaxy - Tom Cruise como Major William Cage – Edge of Tomorrow - Chris Evans como Steve Rogers/Capitão América – Captain America: The Winter Soldier | [ 8 ] [ 9 ]   |
| 2016 (jan.) | Tom Hardy como Max Rockatansky em Mad Max: Fury Road | - Paul Rudd como Homem-Formiga (Scott Lang) – Ant-Man - Chris Pratt como Owen Grady – Jurassic World - Tom Cruise como Ethan Hunt – Mission: Impossible – Rogue Nation - Daniel Craig como James Bond – Spectre                                                                  | [ 10 ] [ 11 ] |
| 2016 (dez.) | Andrew Garfield como Desmond Doss em Hacksaw Ridge   | - Matt Damon como Jason Bourne – Jason Bourne - Chris Evans como Steve Rogers/Capitão América – Captain America: Civil War - Ryan Reynolds como Wade Wilson/Deadpool – Deadpool - Benedict Cumberbatch como Dr. Stephen Strange – Doctor Strange                                 | [ 12 ] [ 13 ] |

### Década de 2020
| Ano  | Vencedor                                                              | Indicados | Ref.          |
| ---- | --------------------------------------------------------------------- | --- | ------------- |
| 2021 | Delroy Lindo como Paul em Da 5 Bloods                                 | - Will Smith como Det. Mike Lowrey – Bad Boys for Life - Tom Hanks como Comandante Ernest Krause – Greyhound - Chris Hemsworth como Tyler Rake – Extraction - Caleb Landry Jones como soldado Ty Michael Carter – The Outpost - John David Washington como O Protagonista – Tenet | [ 14 ] [ 15 ] |
| 2022 | Daniel Craig como James Bond em No Time to Die                        | - Dwayne Johnson como Frank Wolff – Jungle Cruise - Jonathan Majors como Nat Love – The Harder They Fall - Mads Mikkelsen como Marcus Hansen – Riders of Justice - Liam Neeson como Mike McCann – The Ice Road - Bob Odenkirk como Hutch Mansell – Nobody                         | [ 16 ] [ 17 ] |
| 2023 | Tom Cruise como Capitão Pete "Maverick" Mitchell em Top Gun: Maverick | - N. T. Rama Rao Jr. como Komaram Bheem – RRR | [ 18 ] [ 19 ] |